# المعلم المثالي (مهير بابا)
المعلم المثالي هو ترجمة لمصطلح (Perfect Master) الإنجليزي استخدمه ميهار بابا بدأ في كتاباته في وقت مبكر من عام 1925  للدلالة على الفكرة الشرقية ل ساد غورو (المعلم الحقيقي، في الفيدانتا) أو القطب (في الصوفية). المعلم المثالي، وفقا لبابا، هو شخص محقّق بالله (أي الشخص الذي اندمج وعيه الفردي المحدود مع الله) الذي يمكنه استخدام صفاته الإلهية من القوة اللانهائية والمعرفة والنعيم من أجل الرقي الروحي للآخرين. ويقول تشارلز بوريموم في وصف استخدام مهير بابا للمصطلح: "العنوان المعلم المثالي... يعني الشخص الذي أوصل نفسه إلى درجة من الوعي يسمح له بتوجهيه للآخرين: الشخص الذي يشير إلى الله نفسه قد أدرك الله بنفسه.

## حالة النفوس التي أدركت الله
ذكر ميهر بابا في كتابه «الله يتكلم» أنه عندما تفقد الروح الروحية التي وصلت إلى إدراك متقدة إدراكها ككيان منفصل، فإنها تندمج في الله في واحدة من ثلاث ولايات متميزة: 
- تصبح النفس واعية لنفسها كالله وتتمتع بصفاته الإلهية من القوة اللانهائية والمعرفة والنعيم إلى الأبد، لكنها تبقى غير واعية تمامًا للخلق.
- تصبح النفس واعية لنفسها كإله وتحتفظ بوعي الخلق ولكنها لا تستخدم صفاته الإلهية فيه.
- تصبح النفس واعية لنفسها كالله وتستخدم صفاته الإلهية للتقدم الروحي للآخرين.[4]

يدعو ميهر بابا الأفراد الذين هم في الحالة بالمعلمين المثاليين اأو المكملين. وهو يميز أفراد الحالة الثانية عن «المعلم المثالي» واصفاً إياهم بـ «المعلم الكامل». ويقول آن ما يفرق بين المثالي والكامل أن للأول (المثالي) تلاميذ يتبعون تعاليمه، في حين أن الكامل لا يتبعه أحد. كما يقول بابا أن المعلم المثالي يمكن أن يجعل نفسه كمثل أي عدد من الأرواح أو حتى الخلق كله، في حين أن الكامل يمكن أن يجعل نفسه كروح واحدة فقط مثل نفسه. والجدير ذكره إن ميهر بابا يوضح في نظامه كما ذكر في كتابه «الله يتحدث» عنان وعي هذه النفوس هو واحد نفسه على الإطلاق. لشرح هذا التناقض الظاهر يشبه الفارق بين هذين التصنيفين من نفوس الله المحققة إلى اختلاف في «مكتب» الشخص المُحقق لله.
يقول مهير بابا إنه في جميع الأوقات على الأرض يوجد 56 روحًا متجسدًا من الله، ولكن من هؤلاء هناك خمسة أفراد فقط الذين يعتبرون المعلمين المثاليين في عصرهم. وعندما يقوم أحد الأساتذة الخمسة المثاليين «بإسقاط» جسده فإن روحًا أخرى امن بين المتجسدين 56 في ذلك الوقت تحل مكانه في منصبه في تلك اللحظة. وهكذا، يقول ميه بابا أن هناك 56 روحًا محققة على الأرض على الأرض في جميع الأوقات، لكن فقط خمسة منهم فقط يشغلون منصب الأستاذ المثالي. 
بالإضافة إلى ذلك، يقول بابا أن هناك نوع نادر جداً من الأشخاص الذين تحقق لهم الله والذين ليس لديهم تلاميذ، لكنهم من ضمن واجباتهم في مكتبه. ويقال إن هذه تسمى «الأكثر مثالية» أو الأكمل.

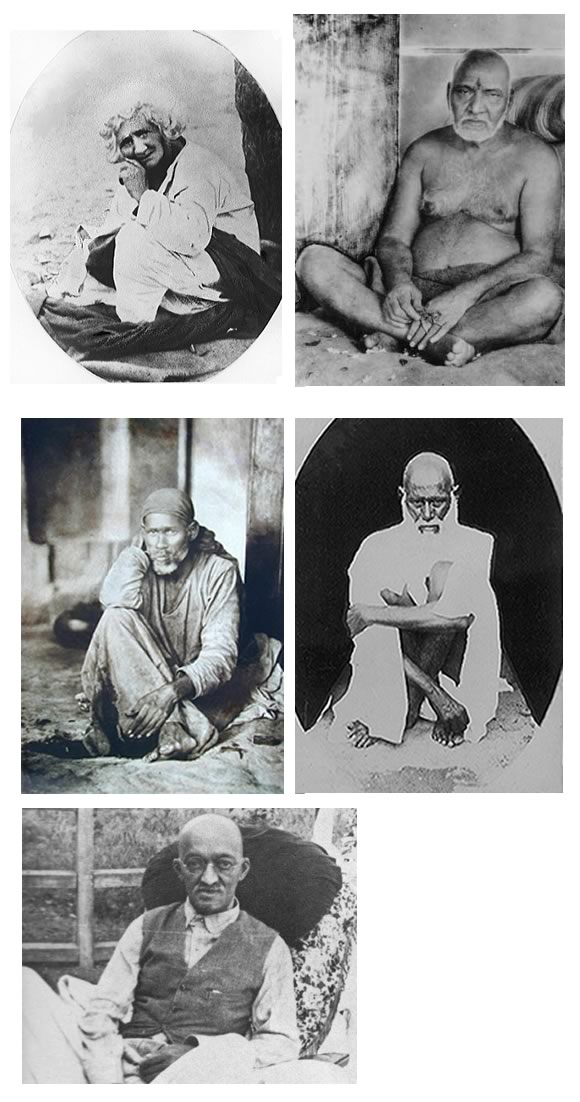
في الأعلى: باباجان، أوبساني مهراجا الأوسط: ساي بابا، تاج الدين بابا. الأسفا: نارايان مهراج.

## المعلمون المثاليون الخمسة
مهر بابا فريد من نوعه بين المدرسين الهنود حيث قال إن عدد أساتذة الكمال على الأرض هو خمسة في جميع الأوقات. وقال أيضا أن في زمانه الخمسة من بلده اللهالذين حققوا الكمال كانوا ساي بابا من شيردى، أوباسني محراج، حضرة باباجان، حضرة تاج الدين بابا ونارايان مهراج وأن هؤلاء الخمسة أتت به إلى الوعي البشري باعتباره الرمز على الأرض في تلك الدورة من الزمن. «خلال فترة الآلهة الرمزية، يمكن للخمسة المثاليين في تجسيد الله كإنسان». وقال أيضا: «ما أنا عليه، ما كنت عليه، وما سأكونه كالعتيق القديم هو دائما بسبب خمسة أسياد العصر المثاليين. لذلك، فإن ساي بابا من شيردى، أوباسني محراج \، حضرة باباجان، حضرة تاج الدين بابا ونارايان مهراج - هؤلاء هم الخمسة المثاليون من هذا العصر بالنسبة لي.»  وقد توفي جميع هؤلاء منذ ذلك الحين ولم يقل ماهر بابا من هم بديلهم، باستثناء الإشارة إلى أنهم في الوقت الحالي سيكونون في الشرق. وأشار أيضًا إلى أنه على الرغم من أن «مهام» الخمسة المهنية المثالية يتم ملؤها دائمًا، وعندما يسقط أجسادهم، فإنهم يسفكون أيضًا إلى الأبد مركباتهم الحذقية والعقلية، ويزولون تمامًا ليصبحوا كألهة، ويحافظون على الفردانية اللانهائية ويختبرون القوة اللانهائية والمعرفة والنعيم 
وقال مهر بابا أيضا أنه في حين أن هناك العديد من الكواكب في الكون التي عليها حياة البشر، فإن الأرض هو الكوكب الوحيد حيث يمكن تحقيق الله وحيث تلد خمسة أساتذة الكمال.

## الصورة الرمز (أفاتار)
يؤكد مهر بابا أنه بالإضافة للمعلمين المثاليين في أي عصر هناك أيضًا الصورة الرمزية. «عدد النفوس المحققة بالله على الأرض ثابت أبدًا عند ستة وخمسين، ولا يتم تغييره ذلك أبدًا، إلا خلال العصور الباطنية عندما ينزل الله مباشرة كإنسان». الصورة الرمزية، وفقا لماهر بابا، هي معلم مثالي ممتاز وخاص كانت هي المعلم المثالي الأصلي، أو القديم، الذي لم يتوقف أبدا عن التجسد على الرغم من تحقيقه الأصلي لإدراك الله. يقول بابا أن هذه الروح المعينة تجسد حالة الحافظ أو الرزاق لله والتي تسمى في الهندوسية فيشنو وفي الصوفية تسمى بارفارديجار (الرزاق) . ووفقًا لميهر بابا، تظهر الصورة الرمزية على الأرض كل 700 إلى 1400 عام، ويتم إسقاطها في شكل إنساني من قبل خمسة أساتذة مثاليين من ذلك العصر للمساعدة في عملية تحيك الخلق في رحلته التي لا تنتهي أبدًا نحو الإلوهية. وقال إنه في عصور أخرى تم إنجاز هذا الدور من قبل زرادشت، راما، كريشنا، غوتاما بوذا، يسوع، وأخيراً محمد. «من أكثر المظاهر المعترف بها وأكثر تعبيراً من الله كمرآة، أن من زرادشتا هو أقرب - وقد كان قبل رام، كريشنا، بوذا، يسوع ومحمد».

## مجذوب

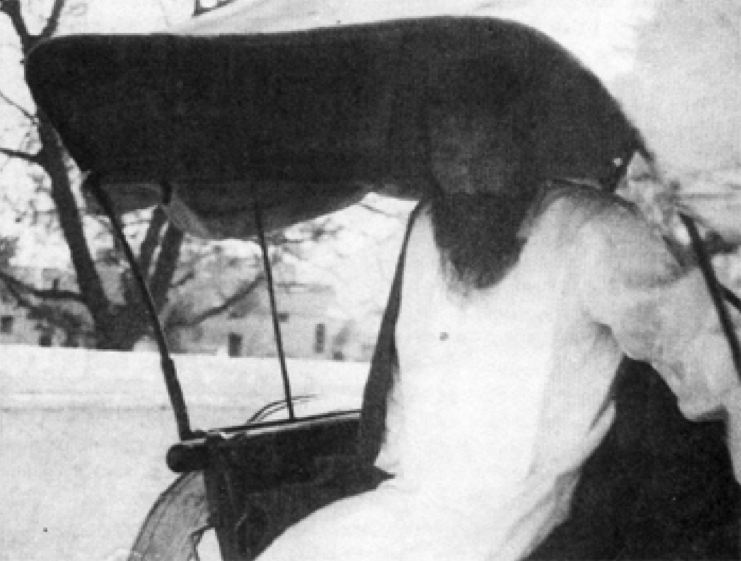
تشاتشا من ساتارا في الجزء الخلفي من تونغا. صورة عند استحمامه لأول مرة من حوالي ثلاثين سنة في فبراير 1939. وهو مجذوب العصر السابع.

وبالإضافة إلى المثالي(أو الكامل) ، ووالكامل الكامل (الأكمل) ، والمعلم المثالي (المكمل) ، وصف مهير بابا نوع آخر من الروح المتجسدة التي تجاوزت الأنا المتناهية واندمجت في حالة الوعي بالله، ولكن لا يمكن أن تساعد الآخرين. هذا النوع هو مجذوب (الممتص). على عكس المعلم المثالي، أو أي من الأنواع الفرعية الأخرى من النفوس التي تحققت من الله، يمتص المجذوب في الله لدرجة أنه لا يمكن أن يقدم أي مساعدة مباشرة لأي شخص آخر في الخلق على الرغم من أنه يمكن أن يقدم مساعدة غير مباشرة ل أولئك الذين يشرفونه. هذا لأنه هو «المست الثالي» (المنغمس بالله) وعلى هذا النحو لا يوجد لديه خبرة في العوالم العقلية البدنية أو الداخلية الخارجية. وفقا لماهر بابا، فإن المجذوب لا يمتلك أي خبرة في العوالم الفاحشة أو الخاطئة أو العقلية، لكنه يمتصها بالكامل في نعمة حالته.

## روابط خارجية
- مهير بابا على المعلم الماهر
- المعلمون المهرون الخمسة -ا في يوتيوب.